# Globales Gedächtnismodell
In den 1980er Jahren, als die Schwächen der Mehrspeichermodelle deutlicher wurden, sind mehrere so genannte globale Gedächtnismodelle entwickelt worden wie:
- MINERVA 2 (Hintzman, 1984),
- SAM – Search of Associative Memory (Gillund & Shiffrin, 1981),
- TODAM – Theory of Distributed associative Memory (Murdock, 1982),
- CHARM – Composite holographic associative Recall Model (Metcalfe Eich, 1982) und
- das Matrix-Modell (Pike, 1984).

Obwohl sich all diese Modelle stark unterscheiden, bestehen grundlegende Gemeinsamkeiten, die sie von der Klasse der Mehrspeichermodelle abheben und gleichzeitig zusammen in die Kategorie der globalen Gedächtnismodelle fallen lassen.
Der Grund hierfür ergibt sich aus den Basisaxiomen, genauer gesagt aus der Annahme eines globalen „Matching“ Prozesses. Nach Marrs (1982) Klassifikationsansatz in der kognitiven Psychologie handelt es sich hierbei um komputationale Modelle, welche in erster Linie qualitative Vorhersagen über Computersimulationen erlauben. Später konnte allerdings gezeigt werden, dass für diese Modelle prinzipiell unter einigen Modifikationen auch Modellanpassungen mit quantifizierbaren Fit-Indices möglich sind. 
Der mathematische Ansatz dieser Modelle liegt in der Formalisierung ihrer Annahmen. Speicherprozesse, Abrufprozesse sowie die Form der Gedächtnisrepräsentation sind formal spezifiziert. Dies ist ein eindeutiger Vorteil gegenüber weniger formalen Theorien, da Vorhersagen und Erklärungen direkt analytisch abgeleitet werden können. Somit sind strengere Tests solcher formalisierter Theorien möglich. Dies erfolgt in der Regel über Computersimulationen, deren Ergebnisse dann mit Daten, die aus analogen Experimenten mit menschlichen Versuchspersonen gewonnen werden, verglichen werden. 
Die grundlegende gemeinsame Annahme all dieser Modelle ist, dass sowohl bei Rekognition als auch Rekollektion eines bestimmten Items alle im Gedächtnis vorhandenen Gedächtnisspuren eine Rolle spielen. Im Gegensatz zu lokalen Speichermodellen, die meist einen Suchprozess annehmen, der jede Gedächtnisrepräsentation mit dem Testitem vergleicht, wird stattdessen einer globaler „Matching“- bzw. Vergleichsprozess postuliert, der die Ähnlichkeit aller im Gedächtnis repräsentierten Items mit dem Prüfitem abgleicht. Dieser Prozess ist parallel und unmittelbar für alle Gedächtnisspuren. Als Ergebnis dieses globalen Prozesses steht ein skalarer Ähnlichkeitswert, der als Vertrautheitswert interpretiert werden kann. Dieser Vertrautheitswert wird unter der Annahme eines Kriterienwertes, mit dem er verglichen wird, als Grundlage für viele Entscheidungsprozesse auf Gedächtnisebene verwendet. Auf diese Weise konnten beispielsweise Befunde auf dem Gebiet der Schemaabstraktion, der Häufigkeitsbeurteilung und anderen Rekognitions- und Rekollektionsparadigmen aber auch Phänomene aus der Denkpsychologie erfolgreich erklärt werden.